# Aphanogmus dessarti
Aphanogmus dessarti är en stekelart som beskrevs av Hellen 1966. Aphanogmus dessarti ingår i släktet Aphanogmus och familjen pysslingsteklar. Inga underarter finns listade i Catalogue of Life.